# Deadwood Dick
Deadwood Dick é um seriado estadunidense de 1940, gênero Western, dirigido por James W. Horne, em 15 capítulos, estrelado por Don Douglas, Lorna Gray e Marin Sais. Foi produzido e distribuído pela Columbia Pictures, e veiculou nos cinemas estadunidenses a partir de 19 de julho de 1940.
Foi o 11º dos 57 seriados realizados pela Columbia Pictures, e o primeiro seriado western que James W. Horne dirigiu sozinho.

## Sinopse
Deadwood Dick, um herói mascarado misterioso, é na realidade Dick Stanley, editor do Dakota Pioneer Press e um membro líder do Statehood For Dakota. Ele está no encalço do vilão mascarado conhecido como Skull, que lidera um bando de renegados violentos que atacam os moradores de Deadwood. O herói descobre que Skull aterroriza a cidade , porém suspeita que um dos seus companheiros pode ser responsável pela seqüência de atos criminosos. Ele leva quinze episódios para finalmente descobrir a verdade e castigar a vilania de Skull com uma punição exemplar.

## Elenco
- Don Douglas … Dick Stanley/Deadwood Dick
- Lorna Gray … Anne Butler
- Harry Harvey … Dave Miller, assistente de Stanley
- Marin Sais … Jane Calamidade
- Lane Chandler … Wild Bill Hickok
- Jack Ingram … Buzz Ricketts
- Charles King … Tex
- Yakima Canutt … Capanga
- Edmund Cobb … Steele
- Al Ferguson … Mike
- Tom London … Jake
- Helen Gibson ... Mulher na cidade (não-creditada)
- Edward Hearn ... Tom Sharp (não-creditado)

## Capítulos
1. A Wild West Empire
2. Who is the Skull?
3. Pirates of the Plains
4. The Skull Baits a Trap
5. Win Lose for Draw
6. Buried Alive
7. The Chariot of Doom
8. The Secret of Number Ten
9. The Fatal Warning
10. Framed for Murder
11. The Bucket of Death
12. A Race Against Time
13. The Arsenal of Revolt
14. Holding the Fort
15. The Deadwood Express

## Produção

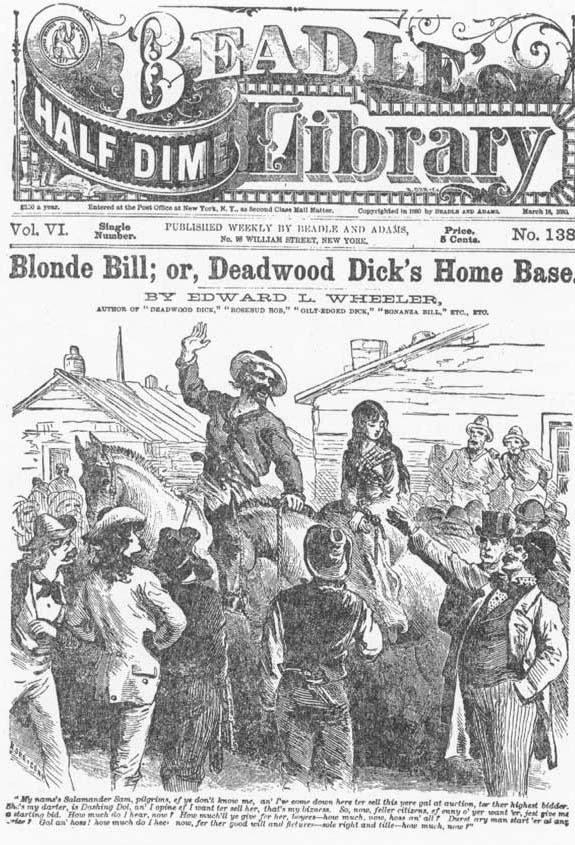
Deadwood Dick em um dime novel (antecessor das revistas pulp), outubro de 1880.

Muitas das cenas de ação envolvendo os personagens de Deadwood Dick foram reutilizadas no seriado de 1954, Riding with Buffalo Bill.
A história de que o personagem de Deadwood Dick se destinava a ser negro, mas foi interpretado por um ator branco para apaziguar os executivos do estúdio, é estritamente uma lenda urbana. Nat Love, também conhecido como Deadwood Dick (1854–1921), era um vaqueiro afro-americano do pós-Guerra Civil americana. Ele entrou em um rodeio em Deadwood, Dakota do Sul, no dia da independência dos Estados Unidos, 4 de julho de 1876, e ganhou várias modalidades do rodeio; foi devido a esse concurso que os fãs lhe deram o apelido de Deadwood Dick. O seriado, porém, baseou-se em uma figura completamente diferente, o herói pulp fictício Deadwood Dick, que surgira nas “dime novels”, novelas baratas (“dime” é moeda de dez centavos) em voga nos Estados Unidos na virada do século XIX para o século XX. Por isso, ao contrário da lenda que se criou sobre o seriado, nunca houve qualquer intenção de fazer Deadwood Dick um personagem negro.